# Jason Widmer
Jason Widmer (* 1. August 1973 in Calgary, Alberta) ist ein ehemaliger kanadischer Eishockeyspieler, der im Verlauf seiner aktiven Karriere zwischen 1989 und 2000 unter anderem annähernd 350 Spiele in der American Hockey League (AHL) auf der Position des Verteidigers bestritten hat. Zudem absolvierte Widmer weitere sieben Partien für die New York Islanders und San Jose Sharks in der National Hockey League (NHL).

## Karriere
Widmer spielte zunächst von 1989 bis 1993 in der Western Hockey League bei den Moose Jaw Warriors und Lethbridge Hurricanes. In der Saison 1992/93 bestritt der Verteidiger auch seine ersten Spiele in der American Hockey League bei den Capital District Islanders, einem Farmteam der New York Islanders, die ihn im NHL Entry Draft 1992 in der achten Runde an 176. Position ausgewählt hatten. Zur Saison 1993/94 kehrte er in die WHL nach Lethbridge zurück und spielte dort, obwohl er die Altersgrenze bereits überschritten hatte.
Die Saison 1994/95, die für die NHL durch den Lockout deutlich verkürzt war, verbrachte der Kanadier bei den Worcester IceCats, dem neuen Farmteam der Islanders, der kanadischen Nationalmannschaft und beim NHL-Team der Islanders, für die er in einem Spiel auflief. Auch die Saison 1995/96 verbrachte er hauptsächlich in der AHL-Mannschaft und kam nur viermal in der NHL zum Einsatz. Aufgrund der geringen Möglichkeit, sich im Kader der New Yorker zu etablieren, unterschrieb Widmer im Sommer 1996 als Free Agent einen Vertrag bei den San Jose Sharks. Doch dort konnte sich der Kanadier ebenso wenig durchsetzen und spielte wiederum in der AHL bei den Kentucky Thoroughblades. Für die Sharks spielte er lediglich zweimal, konnte dabei aber ein Tor vorbereiten. Nach zwei Jahren wechselte er, wieder als Free Agent, in das Franchise der St. Louis Blues, wo er ausschließlich in der AHL bei den Worcester IceCats, die inzwischen von St. Louis übernommen worden waren, spielen musste.
Widmer beendete seine Karriere am 30. Dezember 1999, nachdem er fast genau ein Jahr kein Spiel mehr wegen einer schweren Knieverletzung bestritten hatte.

## Erfolge und Auszeichnungen
- 1994 Doug Wickenheiser Memorial Trophy

## Karrierestatistik
(Legende zur Spielerstatistik: Sp oder GP = absolvierte Spiele; T oder G = erzielte Tore; V oder A = erzielte Assists; Pkt oder Pts = erzielte Scorerpunkte; SM oder PIM = erhaltene Strafminuten; +/− = Plus/Minus-Bilanz; PP = erzielte Überzahltore; SH = erzielte Unterzahltore; GW = erzielte Siegtore; 1 Play-downs/Relegation; Kursiv: Statistik nicht vollständig)